# Numídia Miliciana
Numídia Miliciana fou una província romana creada per la divisió de la província de Numídia a principis del segle iv. Limitava al nord amb la província de Numídia Cirtense, a l'est amb la província Bizacena; i al sud i oest (tenia forma més aviat triangular) amb els territoris del desert.
Tenia la capital a Lambaesis.
Els àrabs anomenaren la regió Mliana.